# توني فولتون
توني فولتون (بالإنجليزية: Tony Fulton)‏ هو سياسي أمريكي، ولد في 29 سبتمبر 1972 في أوبورن في الولايات المتحدة. حزبياً، نشط في الحزب الجمهوري.